# Tricyphona calcar
Tricyphona calcar är en tvåvingeart som först beskrevs av Osten Sacken 1860.  Tricyphona calcar ingår i släktet Tricyphona och familjen hårögonharkrankar. Inga underarter finns listade i Catalogue of Life.